# Josef Blatner
Josef Blatner, auch Joseph Blatner, (* 24. August 1895 in München; † 28. August 1987 ebenda) war ein deutscher Kunsthistoriker und Denkmalpfleger.

## Leben
Im Jahr 1914 absolvierte er das Realgymnasium. Danach studierte er für den Beruf des Zeichenlehrers an der Technischen Hochschule, der Kunstgewerbeschule und der Akademie der bildenden Künste in München bis zum Abschluss 1921. Anschließend war er als Lehrer für Kunsterziehung an verschiedenen Schulen in Bayern tätig, u. a. in Hof, ab 1935 an der Klenzeschule (Oberrealschule III) in München und wurde 1940 zum Studienprofessor ernannt. Daneben studierte er von 1921 bis 1925 Kunstgeschichte an der Universität München, wobei sein Hauptinteresse der Barockkunst galt. Eine begonnene Dissertation über die niederbayerischen Bildhauer des Rokoko schloss er nicht ab.
1945 wurde er Mitarbeiter des Bayerischen Landesamts für Denkmalpflege, zunächst in Mittelfranken, dann als Referent für Oberbayern. Zum 1. September 1960 trat er in den Ruhestand. Er setzte sich nach dem Zweiten Weltkrieg für den Erhalt zahlreicher Bauten in München ein und war für die Restaurierung zahlreicher Kirchen in Oberbayern verantwortlich.
Seit seinem Beitritt 1918 engagierte er sich für den Münchener Altertumsverein, seit 1965 als dessen 1. Vorsitzender.
Er trug eine umfangreiche Sammlung von Antiquitäten aller Art zusammen, Metallarbeiten, Keramik, Skulpturen, Hinterglasbilder, Möbel, Uhren und vieles andere mehr. 1985 vermachte er seine Sammlung von ca. 2100 Objekten der Erzdiözese München. Diese befindet sich heute im Diözesanmuseum Freising.

## Veröffentlichungen (Auswahl)
- Zur bayerischen Kunstgeschichte des 18. Jahrhunderts. I. Ein unbekannter Kirchenbau Joh. Mich. Fischers; II. Entwürfe Egid Quirin Asams zu einer geplanten Neuausstattung der Kirche zum Hl. Grab in Deggendorf. In:  Münchner Jahrbuch der bildenden Kunst  NF 4, 1927, S. 84–89.
- Instandsetzung barocker Fassaden. In: Bericht des Bayerischen Landesamtes für Denkmalpflege 1953/54, S. 35–38.
- Beiträge zum Werk von Ignaz Günther. In: Deutsche Kunst und Denkmalpflege 1956, S. 59–61.
- Zur Restaurierung der Domkrypta in Freising. In: Bericht des Bayerischen Landesamtes für Denkmalpflege 15, 1956, S. 39–40.
- mit Ludwig Krafft: Kunstschätze aus Münchner Privatbesitz. Ausstellung zur Hundert-Jahr-Feier des Münchener Altertumsverein e.V. von 1864 im Münchener Stadtmuseum, 14. Sept. bis 24. Okt. 1965. Hans Holzinger, München 1965.